# Gabriele Lopez
Gabriele Lopez (Roma, 6 febbraio 1978) è un doppiatore, direttore del doppiaggio e musicista italiano.

## Biografia
Figlio dell'attore e doppiatore Giorgio Lopez, fratello maggiore del doppiatore Andrea Lopez e nipote dell'attore, doppiatore e comico Massimo Lopez, è appassionato di musica fin da bambino. Durante l'adolescenza prende parte a vari spettacoli organizzati dal gruppo teatrale del liceo Torquato Tasso di Roma. Nello stesso periodo suona in diverse rock band della capitale. Studia inoltre chitarra con Eddie Palermo e Giovanni Palombo, canto con Cinzia Baldana presso la scuola di musica Ciac e completa la sua formazione attoriale con Ennio Coltorti presso il teatro Stanze segrete.
Nel maggio 2003 si laurea in Lettere presso l'università La Sapienza di Roma con una tesi su David Lynch.
Polistrumentista, cantante e compositore, debutta da solista nel 2008 con il suo primo album Nuove direzioni (uscito anche in Spagna, come Nuevas Direcciones). In territorio spagnolo riscontra un buon seguito il singolo La vida deseada, il cui videoclip viene trasmesso da emittenti nazionali.
Doppiatore affermato, Gabriele presta la voce a numerosi attori del piccolo e grande schermo.
L'album Il pianeta interessante, pubblicato nel 2012, è stato anticipato dal singolo omonimo, presentato in diretta in occasione del Concerto del primo maggio 2012 in piazza San Giovanni a Roma. Il brano inedito Oro e lacrime è parte della colonna sonora del film Più buio di Mezzanotte di Sebastiano Riso.
Ha eseguito anche i brani della colonna sonora originale del film d'animazione I Disco Worms assieme ad Arisa, oltre a doppiare il protagonista Barry.
Gabriele è inoltre direttore musicale di cartoni animati e sigle TV: ha collaborato con Mirko Fabbreschi dei Raggi Fotonici come chitarrista, arrangiatore e coautore. Tra le sigle più importanti: Mike il Cavaliere e L'Ape Maia.
Nel marzo 2016 esce Lopez, esordio discografico prodotto artisticamente da The Niro e Michele Braga.

## Doppiaggio

### Film
- Justin Timberlake in The Social Network, A proposito di Davis
- Sean Faris in Sleepover, Il coraggio di vincere
- Patrick Mille in La giungla a Parigi, Le Nuit Medicis
- Dustin Milligan in The Messengers, Quando un padre
- Matt Damon in Thor: Ragnarok, Thor: Love and Thunder
- Ryūta Satō in Fullmetal Alchemist, Fullmetal Alchemist - La vendetta di Scar
- Luke Bracey in The Best of me - il meglio di me, Monte Carlo
- Aaron Tveit in Les Misérables
- Andrew Schaff in Le pagine della nostra vita
- Jesse Eisenberg in Adventureland
- Rami Malek in The Twilight Saga: Breaking Dawn - Parte 2
- Ian Hecox in Smosh: The Movie
- Jonathan Majors in Ant-Man and the Wasp: Quantumania
- Alex Wolff in A Good Person
- Ali Fazal in Operazione Kandahar
- Karl Glusman in Reptile
- Ryan Kelley in Teen Wolf - Il film
- Paolo Contis in A Journey
- Pat Morita in Karate Kid: Legends
- Randall Park ne La notte arriva sempre

### Film d'animazione
- Professor Arthur Oshihara in Kirara
- il Fidanzato ne La bottega dei suicidi
- Poindexter in Felix salva il natale
- Sponge in The Reef 2 - Alta marea
- Capper in My Little Pony - Il film
- Kuroda in Wolf Children - Ame e Yuki i bambini lupo
- Barry in Barry, Gloria e i Disco Worms
- Felipe in Rio 2 - Missione Amazzonia
- Steve in Bigfoot Junior
- Hurricane in Il trenino Thomas - Viaggio oltre i confini di Sodor
- Bellion in The Seven Deadly Sins the Movie: Prisoners of the Sky
- Del in Playmobil: The Movie
- Gobi in Over the Moon - Il fantastico mondo di Lunaria
- Ansel Beauregard in Arlo il giovane alligatore
- Bill in Diario di una schiappa - La legge dei più grandi

### Serie animate
- Alejandro Burromuerto in A tutto reality - Azione!, A tutto reality - Il tour, A tutto reality - All-Stars
- Agente Smitty (st. 6-7), Joey Mousepad (st. 6), George Takei (ep. 7×19), Langton Cobb (ep. 7×04) e altri personaggi in Futurama.[1]
- Timmy da adulto, Tom Sawyer, Scott Hamilton e Chip Skylark III (St. 6+) in Due fantagenitori
- Patata (3ª voce, st.13-15) e Cletus Spuckler ne I Simpson
- Mordecai (canzoni) in Regular Show
- Coop in Megas XLR
- Justin (ep. 27) in A tutto reality - Azione!
- Raye Penber in Death Note
- Terrell il vermino luminoso in Gli imbattibili Save-Ums!
- Poindexter in Baby Felix & friends[2]
- Earl in Mucca e Pollo
- Peter Lik in Andy il re degli scherzi
- Nigel Thrall in American Dragon: Jake Long
- Nathan Swift in Inazuma Eleven
- Mark McGowan in Spike Team
- Fernando in Mike il cavaliere
- Signor Zebra in Zou
- Kin Kujira e Kimmy "Kim" Kagami in Grojband
- Uta in Tokyo Ghoul
- Paul in Gli avventurieri del tempo
- Oscar Colorado in Nadja
- Nip in Flipper & Lopaka
- Sharnāk in Hunter × Hunter
- Jethro "Smithy" Junior in Jane e il Drago
- Fred in Rupert Bear
- Zorro in Zorro: Generation Z
- Evios in Blood of Zeus
- Birdie in Central Park
- Lief in Deltora Quest
- Ren Akatsuki, Jayson in Fairy Tail
- Takehito Morokuzu in Prison School
- Ludovico in Sissi, la giovane imperatrice
- Occhio di Falco in Avengers Assemble
- Hanz Gordon in Little Battlers eXperience
- Chester in Bunnicula
- Crimson Rubeus in Pretty Guardian Sailor Moon Crystal
- Giuseppe in Miraculous - Le storie di Ladybug e Chat Noir
- Ben in Talking Tom and Friends
- Davis in Infinity Nado
- Vinny Griffin ne I Griffin
- Kay in Teen Days
- Damian Baldur Flugel in Violet Evergarden
- Demi in Vampirina
- Etsukan Littner in Sfondamento dei cieli Gurren Lagann
- Paintball Benny in Craig
- Uri Reiss in L'attacco dei giganti
- Suziko Orita in Kengan Ashura
- Haruna in Sandokan - Le due tigri
- Logs in Dead End: Paranormal Park
- Professore in The Grimm Variations
- Gattodivino in Exploding Kittens
- Re Tritone in Ariel

### Serie televisive
- Matt Lanter in 90210, Star-Crossed, Timeless, Timeless: The Movie
- Johnny Galecki in The Big Bang Theory, Entourage
- Andrew J. West in The Walking Dead
- Ryan Kelley in Teen Wolf
- Seamus Dever in Castle
- Graham Kosakoski in Smallville
- Aaron Tveit in Gossip Girl
- Connor Weil in Scream
- Elyes Gabel in Body of Proof
- Seth Gabel in Fringe
- Robin Lord Taylor in Gotham
- Clyde Shapiro in Deadbeat
- Matthew McNulty in The Paradise
- Rami Malek in The War at Home
- Dev Patel in Skins
- Jonathan Majors in Loki
- Joe Absolom in Doc Martin
- Sam Littlefield in Batwoman
- Cali Nelle in Cowboy Bebop
- Benjamín Rojas in Flor - Speciale come te
- Andrés Gil in Il mondo di Patty
- Damien Lauretta in Violetta
- Omar Maskati in Better Call Saul
- Alfonso Herrera in Queen of The South
- Kwak Dong-yeon in Vincenzo
- Phoenix Raei in Apple Cider Vinegar
- Ben Rappaport in The good wife

### Videogiochi
- Occhio di Falco in Disney Infinity 2.0 (2014)[3] e Disney Infinity 3.0 (2015)[4]
- Ant-Man in Disney Infinity 3.0 (2015)[5]

## Discografia
- 2010 – Nuove direzioni[6]
- 2012 – Il pianeta interessante
- 2016 – Lopez[7]
- 2019 – Linee